# Wirtualna firma
Wirtualna firma (ang. virtual company) – firma lub instytucja wykorzystująca komputery i techniki telekomunikacyjne zarówno w relacjach ze swoimi pracownikami, jak i z klientami. Skrajnym przykładem wirtualnej firmy może być taka instytucja, która dysponuje jedynie prawnie określoną siedzibą i minimalnym zestawem technicznych urządzeń zapewniających jej funkcjonowanie (np. skrzynka pocztowa i automatyczna sekretarka).